# Noemi Vola
Noemi Vola (geboren 1993 in Bra) ist eine italienische Kinderbuchautorin und Illustratorin.

## Leben
Noemi Vola veröffentlicht seit 2017 Bücher für kleine und große Kinder. Sie lebt in Turin und Bologna. 

## Werke (Auswahl)
- Un libro di cavalli : rivoluzionari. Mantova: Corraini, 2018
- Da qui a molto lontano. Mantova: Corraini, 2019 
  - Wie weit ist es nach SEHR WEIT WEG? Mantova: Corraini, 2019
- Sulla vita sfortunata dei vermi. Trattato abbastanza breve di storia naturale. Mantova: Corraini, 2021
  - Über das unglückliche Leben der Regenwürmer. Ein relativ kurzes naturkundliches Traktat. Übersetzung Alexandra Titze-Grabec. Antje Kunstmann, München 2025
- Se piangi come una fontana. Mantova: Corraini, 2023 
  - Wenn du weinst wie ein Wasserfall. Übersetzung Andrea Grill. Leykam, Graz 2025
- No, no e no. Mantova: Corraini, 2024